# ハートに火をつけて (アルバム)
ハートに火をつけて（原題：The Doors）は、アメリカのロックバンド、ドアーズのデビュー・アルバム。
収録曲の「ハートに火をつけて」が、ファンの強い要望によってシングル・カットされ、ビルボード・チャートで1位を記録した。「ジ・エンド」は、映画『地獄の黙示録』にも使用された。

## 概要
後にロック文学とも形容される革新的で難解な詩と、トリップしたような音楽の組み合わせが特徴的なアルバムである。歌詞自体は多くの評論家に特徴のなさを指摘されるも、音楽や容姿などはベトナム戦時下当時のヒッピー層を中心に熱狂的に受け入れられた。その結果、反戦・反体制の象徴とされ、政治的な発言を求められるようになったバンドは、遂にアメリカ国内にて保守層の攻撃対象とされた。
やがてジム・モリソンの死を経て、90年代に彼らの映画が制作され、歌詞が見直されるようになったことでドアーズは普遍的な評価を得るに至った。デビューまでにモリソンが長年にわたり書き続けた詩や、バンドが毎晩クラブやバーに出演しつつ磨いた演奏技術、政治や薬物、酒などの影響下になかったため、本作は彼らのデビュー作にして最高傑作であると評される。
ジョン・デンスモアは後の著書で、本作の録音にあたり使用したスタジオのレコーダーのトラック数が少なかったため、ドラムとベース及びギターは同一トラックに録音したと語っている。
『ローリング・ストーン』誌が選んだ「オールタイム・グレイテスト・アルバム500」と「オールタイム・ベスト・デビュー・アルバム100」に於いて、それぞれ42位と34位にランクイン。

## 曲目
1. ブレイク・オン・スルー - Break on Through (To the Other Side)
1曲目にして、バンドの方向性を示した曲であるとされる。ここで"other side"というのは現実ではない世界。モリソン曰く"sub consciousness"の側である。発表当時は"she gets high"の"high"が問題ありとして消去されていたが、1999年の『コンプリート・スタジオ・レコーディングス』で"high"の入ったバージョンが発表された。以後はこのバージョンがCDにおいて標準仕様となり、インターネット最大手の音楽配信サイトのiTunes StoreにおけるNew Stereo Mixもこのバージョンが配信されている。
2. ソウル・キッチン - Soul Kitchen
ライブでは、歌詞の一部を変えて歌われる事が多い[5]。
3. 水晶の舟 - Crystal Ships
刹那的な恋愛を描いた作品。デンスモアは、バンドそのものを描いた曲であると自伝の中で発言している。
4. 20世紀の狐 - Twentieth Century Fox
狐とは、英語で美人美男子のこと。
5. アラバマ・ソング - Whisky bar(Alabama Song)
ブロードウェイミュージカルから引用した、とメンバーが発言。元は、ベルトルト・ブレヒトとクルト・ヴァイルのドイツ・オペラ『マハゴニー市の興亡（英語版）』（1930年）からのナンバー。英語で歌われている。
6. ハートに火をつけて - Light My Fire
ドアーズ最大のヒット作。ギタリストのロビー・クリーガーによる作品で、歌詞も元々彼が書いたものをジムが書き換えたとされる（ドアーズの曲でこのようにして作られた曲はあまり多くない）。間奏が3分以上もあり、マンザレクとロビーのインタープレイがあるが、シングルではカットされた。40周年バージョン（2007年）はピッチが高くなっており、6'57"で終わる[6]。
7. バック・ドア・マン - Back Door Man
ウィリー・ディクスンのカバー。ライブでは「アラバマ・ソング」とのメドレーで取り上げられる事が多かった。
8. 君を見つめて - I Looked at You
9. エンド・オブ・ザ・ナイト - End of the Night
10. チャンスはつかめ - Take it as it Comes
11. ジ・エンド - The End
問題作であり、ドアーズの代名詞とされる。エディプス王の有名な逸話をもとにしているとされており、特に曲後半の歌詞については、未だに議論を呼んでいる。レコーディングでは、ジムやバンドのテンションが上がりすぎてしまい、ひとつのテイクで満足できる演奏が得られなかった為、複数のテイクを編集して1曲にまとめており、よく聴くと途中で編集箇所が分かる。ライブにおいては、この曲が一つのクライマックスであり、演奏を始める前から、ジムが観客の緊張を高める様に煽り立て、やがて静かに演奏が始まっていった。間奏のシャッフル部分では、ジムが回りながら踊り、最後に倒れこむ事が度々あり、それを楽しみにコンサートにやってきていた者も多かったという。これは演出ともいわれるが、実際にシャーマン的な陶酔感で本人が気絶してしまったこともあったという。

### 40周年バージョン（2007年）ボーナス・トラック
1. 月光のドライブ - Moonlight Drive (recorded 1966, version 1)
2. 月光のドライブ - Moonlight Drive (recorded 1966, version 2)
3. インディアン・サマー - Indian Summer (recorded August 19, 1966, vocal, this track would later appear on the album Morrison Hotel)